# Ulysses (Pensilvania)
Ulysses es un borough ubicado en el condado de Potter en el estado estadounidense de Pensilvania. En el año 2000 tenía una población de 684 habitantes y una densidad poblacional de 66.0 personas por km².

## Geografía
Ulysses se encuentra ubicado en las coordenadas 41°54′10″N 77°45′40″O / 41.90278, -77.76111.

## Demografía
Según la Oficina del Censo en 2000 los ingresos medios por hogar en la localidad eran de $23,971 y los ingresos medios por familia eran $27,813. Los hombres tenían unos ingresos medios de $27,292 frente a los $20,694 para las mujeres. La renta per cápita para la localidad era de $11,602. Alrededor del 34.2% de la población estaba por debajo del umbral de pobreza.